# Campionati europei di ciclismo su strada - Cronometro maschile Juniors
La Cronometro Uomini Juniors è uno degli eventi disputati durante i Campionati europei di ciclismo su strada. La prima edizione risale al 2005.

## Albo d'oro
Aggiornato all'edizione 2024.
| Anno | Vincitore               | Secondo            | Terzo              |
| ---- | ----------------------- | ------------------ | ------------------ |
| 2005 | Dmitrj Sokolov          | Yevgeniy Nikolenko | Manuele Boaro      |
| 2006 | Dmitrj Sokolov          | Tony Gallopin      | Adriano Malori     |
| 2007 | Ilnur Zakarin           | Michał Kwiatkowski | Piotr Gawronski    |
| 2008 | Michał Kwiatkowski      | Vegard Breen       | Johan Le Bon       |
| 2009 | Joseph Perrett          | Bob Jungels        | Kevin Labèque      |
| 2010 | Kirill Yatsevich        | Emilien Viennet    | Marlen Zmorka      |
| 2011 | Alberto Bettiol         | Alexis Gougeard    | Aleksey Rybalkin   |
| 2012 | Mathias Krigbaum        | Ryan Mullen        | Matej Mohorič      |
| 2013 | Nikolaj Čerkasov        | Igor Decraene      | Remi Cavagna       |
| 2014 | Lennard Kämna           | Corentin Ermenault | Tobias Foss        |
| 2015 | Nikolaj Iličev          | Tobias Foss        | Max Singer         |
| 2016 | Alexys Brunel           | Marc Hirschi       | Iver Knotten       |
| 2017 | Andreas Leknessund      | Julius Johansen    | Sébastien Grignard |
| 2018 | Remco Evenepoel         | Ilan Van Wilder    | Antonio Tiberi     |
| 2019 | Andrea Piccolo          | Lars Boven         | Enzo Leijnse       |
| 2020 | Mathias Vacek           | Marco Brenner      | Lorenzo Milesi     |
| 2021 | Alec Segaert            | Cian Uijtdebroeks  | Eddy Le Huitouze   |
| 2022 | Mathieu Kockelmann      | Jens Verbrugghe    | Emil Herzog        |
| 2023 | Albert Withen Philipsen | Jørgen Nordhagen   | Sente Sentjens     |
| 2024 | Michiel Mouris          | Jasper Schoofs     | Paul Fietzke       |

## Medagliere
| Pos.   | Nazione       | Oro | Argento | Bronzo | Totale |
| ------ | ------------- | --- | ------- | ------ | ------ |
| 1      | Russia        | 6   | 0       | 1      | 7      |
| 2      | Belgio        | 2   | 5       | 2      | 9      |
| 3      | Danimarca     | 2   | 1       | 0      | 3      |
| 4      | Italia        | 2   | 0       | 4      | 6      |
| 5      | Francia       | 1   | 4       | 4      | 9      |
| 6      | Norvegia      | 1   | 3       | 2      | 6      |
| 7      | Germania      | 1   | 1       | 3      | 5      |
| 8      | Polonia       | 1   | 1       | 1      | 3      |
| 8      | Paesi Bassi   | 1   | 1       | 1      | 3      |
| 10     | Lussemburgo   | 1   | 1       | 0      | 2      |
| 11     | Gran Bretagna | 1   | 0       | 0      | 1      |
| 11     | Rep. Ceca     | 1   | 0       | 0      | 1      |
| 13     | Ucraina       | 0   | 1       | 1      | 2      |
| 14     | Irlanda       | 0   | 1       | 0      | 1      |
| 14     | Svizzera      | 0   | 1       | 0      | 1      |
| 16     | Slovenia      | 0   | 0       | 1      | 1      |
| Totale | Totale        | 20  | 20      | 20     | 60     |